# Gro Harlem Brundtland
Gro Harlem Brundtland (nascida como Gro Harlem; Bærum, 20 de abril de 1939) é uma política, diplomata e médica norueguesa, e uma líder internacional em desenvolvimento sustentável e saúde pública. Foi membro do Partido Trabalhista Norueguês (social-democratas) desde a sua juventude. Em fevereiro de 1981 tornou-se a primeira mulher chefe de governo do seu país, sendo atualmente enviada especial para as Alterações Climáticas da ONU.
Terminou em 1963 os estudos superiores na Escola Médica da Universidade de Oslo e, em 1965 obteve o grau de Mestre em Saúde Pública na Universidade de Harvard. Entre 1966 e 1969, trabalhou como médica do departamento de saúde, (Helsedirektoratet), tendo posteriormente sido responsável pelos serviços de saúde escolar de Oslo.
Em 1974 é nomeada ministra do Ambiente, e em 1981 é nomeada Primeira-ministra da Noruega. Ocupou o cargo entre fevereiro e Outubro, altura que que os sociais-democratas saem derrotados nas eleições parlamentares. Nas eleições de 1985, o seu partido saiu vencedor, mas a coligação de Kåre Willoch obteve a maioria parlamentar por um só voto de diferença. Entre 1986 e 1989 dirigiu um governo minoritário socialista. Entre 1983 e 1987 presidiu à Comissão Brundtland, da Organização das Nações Unidas, dedicada ao estudo do meio ambiente e a sua relação com o progresso. Em 1990, ocupou novamente a chefia do governo ao derrotar Jan P. Syse.
Ainda em 1983, o Secretário-Geral da ONU convidou a médica Gro Harlem Brundtland, mestre em saúde pública e ex-Primeira Ministra da Noruega, para estabelecer e presidir a Comissão Mundial sobre o Meio Ambiente e Desenvolvimento. Em 1987 A Comissão Mundial sobre Meio Ambiente e Desenvolvimento entrega o Relatório "Nosso Futuro Comum", chamado também de Relatório Brundtland, à Assembleia Geral, inaugurando uma nova abordagem para a ação ambiental focada no conceito de desenvolvimento sustentável.
No dia 18 de março de 1992, numa viagem com uma caravana de jovens noruegueses a Manaus, ela plantou um dos marcos inaugurais do Parque do Mindu, uma sumaumeira. A árvore hoje é um símbolo da defesa da ecologia e do rompimento de limites fronteiriços.
Em 1992 abandonou a direcção do Partido dos Trabalhadores da Noruega.
Em 1992 recebeu um Doutoramento Honoris Causa pela Universidade de Aveiro
Na consulta popular sobre a integração da Noruega na União Europeia (em 1994) adotou uma posição positiva, apesar do resultado final ter sido desfavorável.